# Gałązczyce (przystanek kolejowy)
Gałązczyce – nieistniejący przystanek osobowy na zlikwidowanej linii kolejowej nr 321 Grodków Śląski – Głęboka Śląska, w miejscowości Gałązczyce, w województwie opolskim, w powiecie brzeskim, w gminie Grodków, w Polsce.